# Lion-sur-Mer
Lion-sur-Mer là một xã ở tỉnh Calvados, thuộc vùng Normandie ở tây bắc nước Pháp.

## Dân số
| Năm | 1962  | 1968  | 1975  | 1982  | 1990  | 1999  |
| --- | ----- | ----- | ----- | ----- | ----- | ----- |
| Dân số | 1 531 | 1 613 | 1 748 | 1 823 | 2 086 | 2 401 |
| From the year 1962 on: No double counting—residents of multiple communes (e.g. students and military personnel) are counted only once. |       |       |       |       |       |       |

## Bibliographie
- Villas de Lion-sur-Mer et Hermanville-sur-Mer, Coll. Itinéraires du patrimoine, Bản mẫu:Numéro125